# 幹流

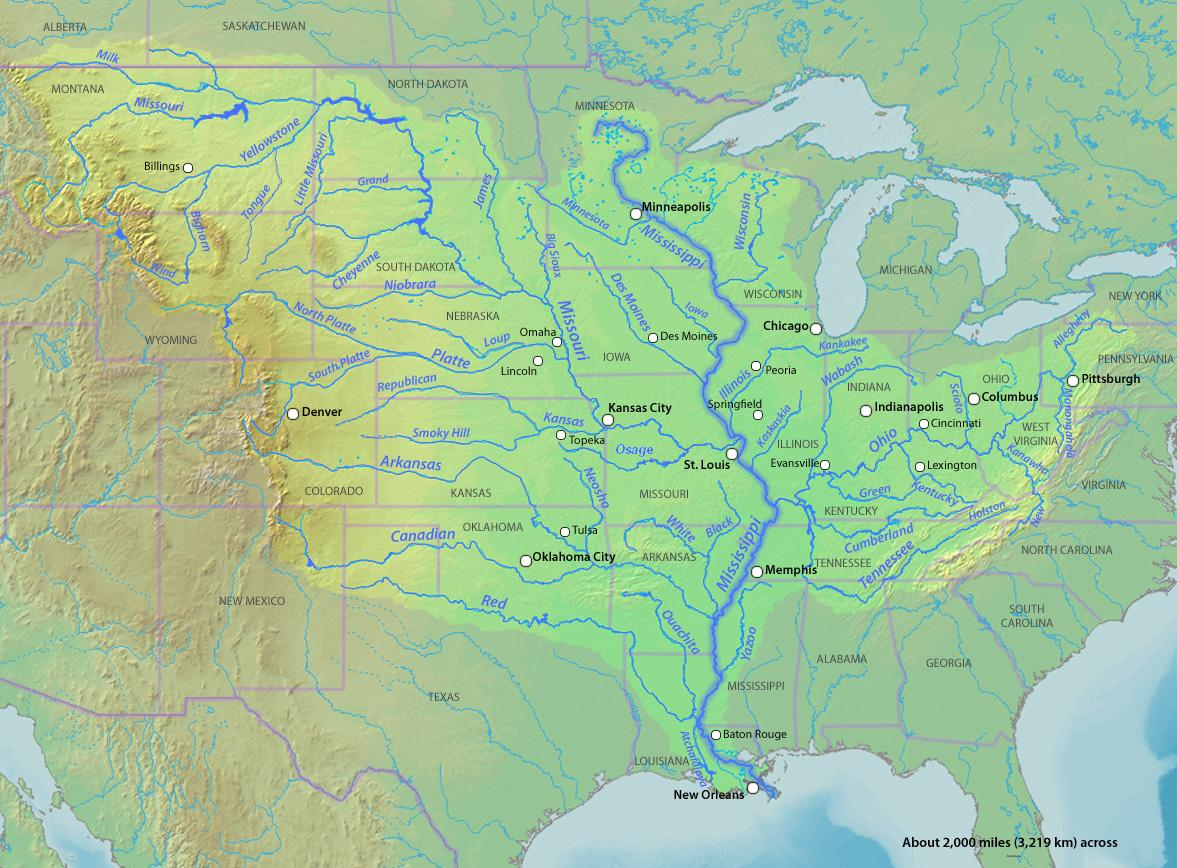
密西西比河流域圖，其中以標誌深藍色的河道為幹流。

在水文學中，幹流是河川（自源頭）順流而下的主要河段，相對應的是它的支流。幹流又稱為主要河道，或簡稱主河道。幹流和所有支流水系以分水嶺為界、所流動的範圍，構成集水區，稱為流域；而最終流域的水系將匯聚至幹流。

史崔勒支流級數圖表：僅有幹流部分河段具有最高等級數。

依據水文學分類系統，單一流域內的。以史崔勒系統（修正自1945年羅伯特·霍頓所設計的系統）為例，「凡是沒有任何支流注入的源流河川為一級河，當兩條同等級河相會合後，河川等級數增加一級；若相會兩河的等級不同，則會合後的河川等級數仍保持會合前的較高等級數。」在霍頓系統中，流域內的整個幹流水體將具有最高等級數；然而，經1957年亞瑟·紐威爾·史崔勒修正後，僅有次高等級數的支流會合後所形成的幹流部分河段，將具有最高的河川等級數。
以美國的河川為例，密西西比河的幹流在史崔勒系統中達到第十級，是全國河川等級數最高的水系。哥倫比亞河等另外八條水系的幹流則達到第九級。沒有任何支流注入的源流一級河最為常見；單就美國而言，其國內便有超過150萬條第一級小河川，各水系平均流域大小僅為2.6平方公里。
以台灣的基隆河流域為例，一級河數為154條，二級河則有36條；最高河川等級數為第五級。
幹流上的上下游可能有不同的名稱，例如長江上游為金沙江等。